# Georgi Parvanov
Georgi Parvanov (bulharsky Георги Първанов) (* 28. června 1957) je bulharský socialistický politik, v letech 2002 až 2012 byl prezidentem Bulharska.
V minulosti byl členem Bulharské komunistické strany, později její nástupnické Bulharské socialistické strany. Poté, co byl zvolen prezidentem, musel vzhledem k zákazu členství bulharského prezidenta v jakékoliv politické straně z této strany vystoupit. V prezidentských volbách na podzim 2006 svůj prezidentský mandát obhájil, když ve druhém kole porazil kandidáta opozičního uskupení Útok Volena Siderova.
Georgi Parvanov je zastáncem členství své země v Severoatlantické alianci a v Evropské unii.

## Vyznamenání
- velkokříž s řetězem Řádu prince Jindřicha – Portugalsko, 7. října 2002[1]
- velkostuha Řádu Leopoldova – Belgie, 2003
- Řád kříže země Panny Marie I. třídy s řetězem – Estonsko, 30. května 2003[2]
- řádový řetěz Řádu za občanské zásluhy – Španělsko, 7. června 2003[3]
- Řád za vynikající zásluhy – Uzbekistán, 18. listopadu 2003[4]
- velkokříž s řetězem Řádu tří hvězd – Lotyšsko, 25. listopadu 2003
- velkokříž Řádu svatého Karla – Monako, 26. listopadu 2004[5]
- velkokříž s řetězem Řádu zásluh o Italskou republiku – Itálie, 5. dubna 2005[6]
- rytíř Řádu slona – Dánsko, 29. března 2006[7]
- velkokříž Řádu svatého Olafa – Norsko, 29. srpna 2006[8]
- Řád Serafínů – Švédsko, 25. září 2007
- Řád republiky – Moldavsko, 12. března 2009[9]
- velkokříž Řádu Vitolda Velikého se zlatým řetězem – Litva, 13. března 2009[10]
- Národní řád za zásluhy – Malta, 20. října 2009
- Řád Hejdara Alijeva – Ázerbájdžán, 14. listopadu 2011[11]
- velkokříž Řádu Jižního kříže – Brazílie
- Řád za zásluhy – LIbanon